# Condado de Jackson (Flórida)
O condado de Jackson (em inglês:  Jackson County) é um dos 67 condados do estado americano da Flórida. A sede e cidade mais populosa do condado é Marianna. Foi fundado em 12 de agosto de 1822.

## Geografia
De acordo com o United States Census Bureau, o condado possui uma área de 2 472 km², dos quais 2 377 km² estão cobertos por terra e 95 km² por água.

## Demografia
Segundo o censo nacional de 2010, o condado possui uma população de 49 746 habitantes e uma densidade populacional de 21 hab/km². Possui 21 003 residências, que resulta em uma densidade de 9 residências/km².
Das 11 localidades incorporadas no condado, Marianna é a mais populosa, com 6 102 habitantes, enquanto Malone é a mais densamente povoada, com 257,6 hab/km². Bascom é a menos populosa, com 121 habitantes. De 2000 para 2010, a população de Bascom cresceu 14% e a de Jacob City reduziu em 11%. Apenas 4 localidades possuem população superior a mil habitantes.